# Saint-Aignan-le-Jaillard
Saint-Aignan-le-Jaillard is een gemeente in het Franse departement Loiret (regio Centre-Val de Loire) en telt 562 inwoners (1999). De plaats maakt deel uit van het arrondissement Orléans.

## Geografie
De oppervlakte van Saint-Aignan-le-Jaillard bedraagt 24,0 km², de bevolkingsdichtheid is 23,4 inwoners per km².
De onderstaande kaart toont de ligging van Saint-Aignan-le-Jaillard met de belangrijkste infrastructuur en aangrenzende gemeenten.

## Demografie
Onderstaande figuur toont het verloop van het inwonertal (bron: INSEE-tellingen).